# Каминау

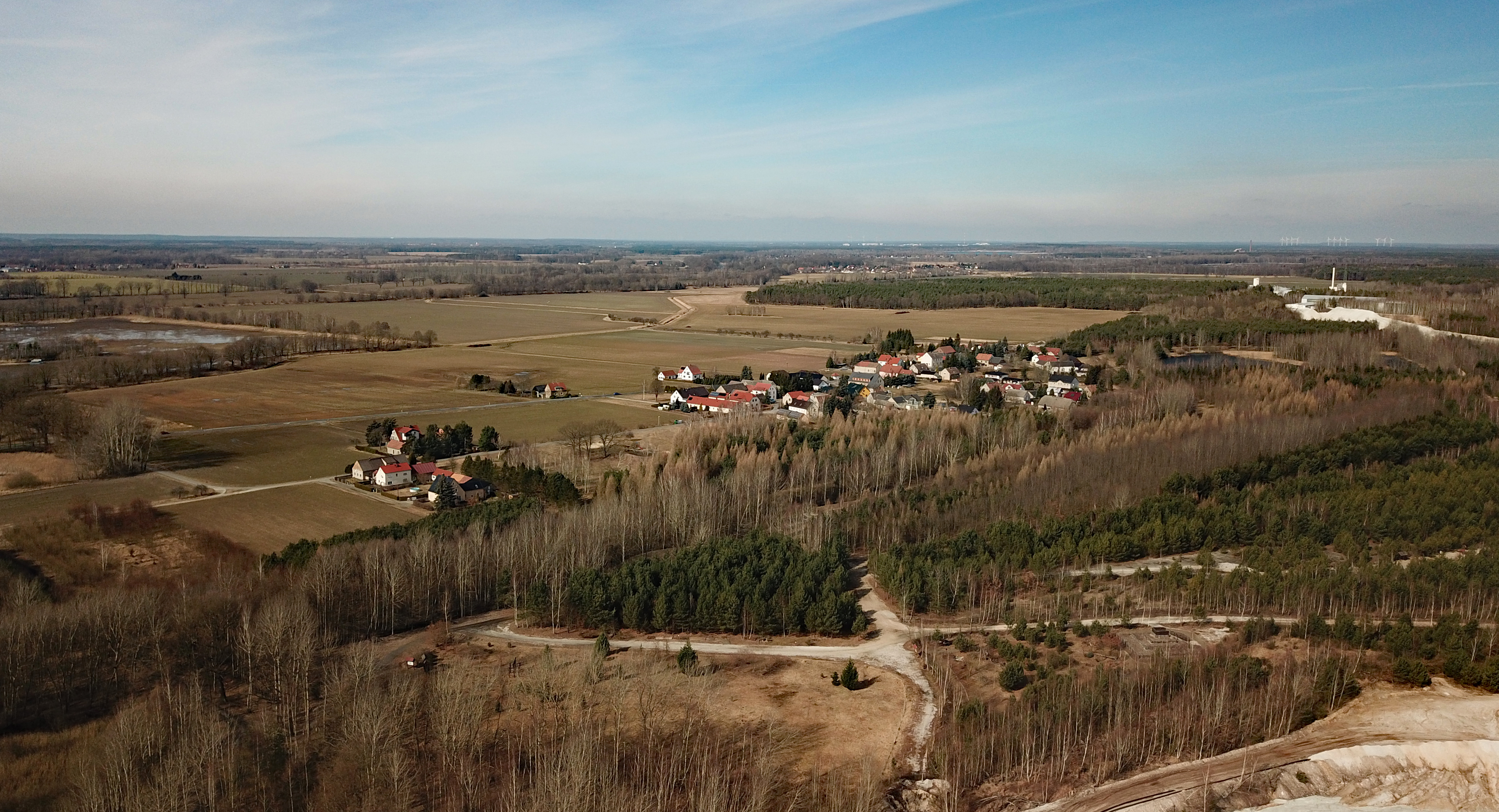

Ка́минау или Ка́меней (нем. Caminau; в.-луж. Kamjenejо файле) — деревня в Верхней Лужице, Германия. Входит в состав коммуны Кёнигсварта района Баутцен в земле Саксония. Подчиняется административному округу Дрезден.

## География
Находится в южной части района Лужицких озёр севернее административного центра коммуны деревни Кёнигсварта на автомобильной дороге B 96. На востоке от деревни располагается шахта по добыче глины для производства фарфора. Добычу производит предприятие «Kaolinwerk Caminau», действующее с 1904 года.
Соседние населённые пункты: на северо-востоке — деревня Шченьца коммуны Лоза, на востоке — деревня Высока коммуны Лоза, на юго-востоке — деревня Нова-Вес, на юге — административный центр коммуны Кёнигсварта, на западе — деревня деревня Коморов и на северо-западе — деревня Строжа.

## История
Деревня имеет древнеславянскую круговую форму построения домов с площадью в центре. Впервые упоминается в 1532 году под наименованием Camen.
С 1936 года входит в современную коммуну Кёнигсварта.
В настоящее время деревня входит в состав культурно-территориальной автономии «Лужицкая поселенческая область», на территории которой действуют законодательные акты земель Саксонии и Бранденбурга, содействующие сохранению лужицких языков и культуры лужичан.
Исторические немецкие наименования
- Camen, 1532
- Camina, 1732
- Caminau an der Elster, 1768
- Caminau, 1800

## Население
Официальным языком в населённом пункте, помимо немецкого, является также верхнелужицкий язык.
Согласно статистическому сочинению «Dodawki k statisticy a etnografiji łužickich Serbow» Арношта Муки в 1884 году в деревне проживало 174 человека (из них — 164 серболужичанина (94 %)).
| 1834 | 1871 | 1890 | 1910 | 1925 |
| ---- | ---- | ---- | ---- | ---- |
| 150  | 176  | 140  | 127  | 142  |